# Acquasparta
Acquasparta est une commune italienne d'environ 5 100 habitants située dans la province de Terni, dans la région Ombrie, en Italie centrale.

## Histoire
Célèbre par le fait que Federico Cesi (Rome, 1585 - Acquasparta, 1er août 1630), scientifique et naturaliste italien du début du XVIIe siècle, fondateur en 1603 de l'Académie des Lyncéens (Accademia dei Lincei) s'y retira et y mourut.

## Administration
| Période                                  | Période     | Identité       | Étiquette       | Qualité |
| ---------------------------------------- | ----------- | -------------- | --------------- | ------- |
| 15 juin 2004                             | 8 juin 2009 | Sara Spezzi    | (liste civique) |         |
| 8 juin 2009                              | En cours    | Roberto Romani | (liste civique) |         |
| Les données manquantes sont à compléter. |             |                |                 |         |

### Hameaux
Casigliano, Casteldelmonte, Configni, Firenzuola, Macerino, Portaria, Rosaro, Scoppio.

### Communes limitrophes
Avigliano Umbro, Massa Martana, Montecastrilli, Spolète, Terni, Todi.

### Évolution démographique
Habitants recensés

## Personnalités nées à Acquasparta
- Federico Cesi (1585-1630), scientifique et naturaliste ;
- Matteo d'Acquasparta (1240-1302), philosophe, théologien franciscain et cardinal.